# Andrzej Dobrowolski
Andrzej Dobrowolski (* 9. September 1921 in Lemberg; † 8. August 1990 in Graz) war ein polnischer Komponist und Musikpädagoge.
Dobrowolski studierte während der deutschen Okkupation am Warschauer Konservatorium Orgel bei Bronisław Rutkowski, Klarinette bei Ludwik Kurkiewicz und Gesang bei Stefan Belina-Skupowski, von 1945 bis 1951 an der Musikhochschule in Krakau bei Stefania Łobaczewska Musiktheorie und bei Artur Malawski Komposition. Daneben unterrichtete er von 1947 bis 1954 Musiktheorie am Staatlichen Musiklyzeum und der staatlichen Musikakademie Krakau.
Von 1954 bis unterrichtete er Musiktheorie an der Musikhochschule Warschau, wo er seit 1964 auch eine Kompositionsklasse leitete. 1976 wurde er ordentlicher Professor für Komposition und elektronische Musik an der Universität für Musik und darstellende Kunst Graz, 1979 Dekan der Fakultät für Komposition, Dirigieren und Musiktheorie.
Außerdem war er neben Musikern wie Włodzimierz Kotoński, Zbigniew Wiszniewski und Bogusław Schaeffer Mitarbeiter des Experimentalstudios des polnischen Rundfunks, das 1958 als eines der ersten weltweit gegründet worden war.  Für sein Lebenswerk wurde er 1971 vom polnischen Kultusministerium und 1972 vom polnischen Komponistenverband ausgezeichnet. 1990 erhielt er den Johann-Joseph-Fux-Musikpreis der Landesregierung von Steiermark.

## Werke
- Wariacje Symfoniczne für Orchester, 1949
- Uwertura für Sinfonieorchester, 1950–51
- Koncert na Fagot i Orkiestre, 1953
- Symfonia Nr. 1, 1955
- Trio na Obój, Klarnet i Fagot, 1956
- Osiem Studiów für Oboe, Trompete, Fagott und Kontrabass, 1958–59
- Muzyka na Tasme Magnetofonowa Nr. 1, 1962
- Muzyka na Orkiestre Smyczkowa i 4 Grupy Instrumenów Detych, 1964
- Muzyka na Tasme Magnetofonowa i Obój solo, 1965
- Muzyka na Smyczki, 2 Grupy Instrumentów Detych i 2 Glosniki, 1967–68
- Muzyka na Orkiestre Nr. 1, 1968
- Krabogapa für Klarinette, Posaune, Cello und Klavier, 1969
- Amar, Muzyka na Orkiestre Nr. 2, 1970
- Muzyka na Tasme Magnetofonowa i Fortepian solo, 1971–72
- Muzyka na Orkiestre Nr. 3, 1972–73
- Muzyka na Tube solo, 1973
- S for S (Study for Synthi), 1973
- A-La. Muzyka na Orkiestre Nr. 5, 1974
- Muzyka na Chór mieszany, 2 Grupy Instrumentów Detych, Kontrabasy i Perkusje, 1975
- Muzyka na Tasme Magnetofonowa i Kontrabas solo, 1977
- Muzyka na 3 Akordeony, Harmonijke Ustna i Perkusje, 1977
- Passacaglia, Muzyka na Orkiestre Nr. 5, 1978–79
- Muzyka na Tasme Magnetofonowa i Klarnet basowy solo, 1980
- Muzyka na Orkiestre Nr. 6, 1981–82
- Musik für Grazer Bläserkreis für 8 Trompeten, 8 Waldhörner, 8 Posaunen, zwei Tubas und Schlagzeug, 1984
- Muzyka na Orkiestre i Obój solo, 1984–85
- Flüchten, Musik für Kammerorchester und Sprecher nach einem Text von Wilhelm Muster, 1985–86
- Muzyka na Orkiestre Nr. 7, 1986–87
- Passacaglia für TX [wersja I], Computermusik für Tonband, 1988
- Passacaglia für TX [wersja II], Computermusik für Tonband, 1989
- Kwartet Smyczkowy, 1989